# 포파나 말릭
포파나 말릭(일본어: フォファナ マリック, 2000년 5월 2일~)는 일본의 축구 선수이다.

## 구단 경력
그는 2023년 일본 풋볼 리그의 FC 티아모 히라카타에 입단했다. 2024년 6월 J3리그의 FC 오사카로 임대 이적했다. 2025년 일본 풋볼 리그로 복귀했다. 2025년 6월 J2리그의 미토 홀리호크로 이적했다.